# Аврора (крейсер)
«Авро́ра» — крейсер Балтійського флоту (класу «Діана»), збудований у Петербурзі у 1897 році. Спущений на воду 24 травня 1900 року.
У Цусімському бою 1905 крейсер «Аврора» разом з крейсером «Олег» відбив атаки 9 японських крейсерів, прорвав їх кільце і з великими пошкодженнями дійшов до Маніли, де був інтернований. В Першу Світову війну «Аврора» — на фронті в Балтійському морі, з 1916 — в Петрограді на ремонті. У 1910—11 рр. матроси «Аврори» створили революційний гурток і встановили зв'язок з соціал-демократичною еміграцією. У березні 1917 вони підтримали Лютневу революцію. В ніч на 7 листопада 1917 р. «Аврора» підійшла до Миколаївського мосту в Петрограді та забезпечила перехід по ньому загонів Червоної гвардії Василівського острова, а 7 листопада о 21 г. 45 хв. «Аврора» гарматним пострілом подала сигнал до штурму Зимового палацу. Матроси «Аврори» брали участь у штурмі Зимового палацу, охороняли Смольний палац. З 1948 «Аврору» встановлено як пам'ятник на вічну стоянку біля Петроградської набережної і передано для навчальної мети Ленінградському Нахімовському училищу.
З 1957 року — філія Військово-морського музею у Петербурзі.
У вересні 2014 році «Аврора» була відбуксована до Кронштадта для проведення ремонту.
16 липня 2016 року крейсер «Аврора» після ремонту повернувся на місце вічної стоянки.